# Guerra lazica
La guerra lazica, anche conosciuta come grande guerra di Egrisi (in georgiano ეგრისის დიდი ომი?, Egrisis Didi Omi) nella storiografia georgiana e  guerra della Colchide, fu combattuta tra l'Impero romano d'Oriente (anche conosciuto con il nome di Impero bizantino) e i Sasanidi per il controllo della regione della Lazica, corrispondente all'odierna Georgia. La Guerra lazica durò venti anni, dal 541 al 562, con alterni successi e terminò con la vittoria bizantina. La Guerra Lazica è narrata nei minimi particolari nelle opere di Procopio di Cesarea e Agazia.
La Lazica, che si trovava vicino al Mar Nero, aveva una forte importanza strategica per i due imperi. Infatti se i Persiani l'avessero conquistata, avrebbero avuto accesso al Mar Nero e porre in grave pericolo Costantinopoli, che poteva essere facilmente raggiunta via mare.

## Casus belli
I persiani Sasanidi riconobbero la Lazica (Egrisi) come stato dipendente da Bisanzio nella "Pace Eterna" del 532. Tuttavia, la presenza di soldati bizantini nella zona, e soprattutto l'arrivo in Lazica dell'ufficiale Giovanni detto Tzibo, alienarono le simpatie del popolo lazico. Tal Giovanni Tzibo, definito un furfante da Procopio (La Guerra Persiana, II, 15), convinse l'imperatore a costruire una cittadella in Lazica di nome Petra e da lì iniziò sistematicamente a danneggiare economicamente i Lazi. Infatti istituì il monopolio del sale secondo cui i Lazi potevano comprare solo da lui il sale, venduto tra l'altro a prezzi elevatissimi; gli altri commercianti non lo potevano più vendere. Se a questo si aggiungeva la presenza dell'esercito bizantino nella zona, la situazione era diventata intollerabile per i Lazi che così chiesero aiuto ai Persiani (541).
Nel 541, rispondendo alla richiesta di aiuti del sovrano lazico Gubazes, lo scià di Persia Cosroe I con un grosso esercito, entrò in Lazica, venendo accolto con grandi onori da Gubazes che gli consegnò il paese nelle sue mani. Cosroe affidò al suo generale Aniabede il compito di espugnare Petra, difesa dal già citato Giovanni. Ma quest'ultimo si dimostrò astuto e fece credere ai Persiani che la città fosse stata abbandonata dai Bizantini; in questo modo i Persiani assaltarono la città impreparati alla battaglia (non pensando che ci fossero soldati bizantini in città) e, quando l'esercito di Giovanni uscì allo scoperto, molti persiani furono massacrati mentre gli altri si diedero alla fuga. Quando Cosroe scoprì dell'insuccesso del suo generale, ordinò che fosse impalato (tuttavia Procopio (II, 17) sostiene che a subire l'impalamento potrebbe essere stato un altro soldato). Cosroe non si arrese e assaltò di nuovo le mura. I Persiani furono di nuovo respinti ma una freccia colpì al collo Giovanni che così morì, lasciando il suo esercito privo di un abile comandante. Cosroe provò a prendere la città scavando un tunnel che permise loro di giungere sotto una torre della città e di incendiarla; con parte delle sue difese distrutte, la città così si arrese al nemico che entrò trionfante (541). I Bizantini della città, avendo conservato i loro beni, si unirono ai Persiani.
Venne così istituito un protettorato persiano sulla regione. Tuttavia, il tentativo dello Scià di Persia di controllare direttamente la regione e lo zelo missionario dei sacerdoti zoroastriani causarono ben presto il malcontento della popolazione, di religione cristiana, della Lazica. Cosroe I era inoltre intenzionato a cacciare dalla Lazica gli abitanti nativi e il loro re Gubazes ripopolando poi la regione di coloni persiani. Intenzionato a sbarazzarsi di Gubazes, nel 548 il re persiano inviò in Lazica Phabrizius con trecento uomini proprio con questo incarico. Quando Phabrizius scoprì che un tal Pharsenses aveva litigato con Gubazes cercò di mettersi d'accordo con lui svelandogli il complotto contro Gubazes e cercandolo di coinvolgerlo. Sembrava che Pharsenses fosse d'accordo e si decise che avrebbero convinto il re a recarsi a Petra con la scusa che Phabrizius in quel luogo gli avrebbe detto quello che il re persiano aveva deliberato riguardo agli interessi dei Lazi. Ma Pharsenses svelò il complotto a Gubazes il quale si rivoltò contro il dominio persiano e chiese aiuti a Giustiniano, chiedendo perdono per i loro precedenti dissidi che avevano fatto cadere la Lazica in mano persiana.

## Guerra lazica (549-556)
Gubazes II chiese aiuto all'imperatore Giustiniano I (527-565) e strinse un'alleanza con gli Alani e i Sabiri. Giustiniano mandò 7 000 Romani e 1 000 Tzani (Sanni, imparentati con i Lazici) ausiliari sotto il comando di Dagisteo per soccorrere Gubazes, e assediò la fortezza di Petra. Cosroe inviò allora dei rinforzi persiani, sotto il comando di Mermeroes (Mihr-Mihroe), per liberare la fortezza dall'assedio. Gubazes consigliò allora a Dagisteo a mandare degli uomini a sorvegliare un valico ma Dagisteo inviò solo 100 soldati.
Nel frattempo l'assedio proseguiva con il nemico che resisteva tenacemente nonostante fosse in piccolo numero; Dagisteo trovò un modo per conquistare la città: scavare trincee lungo le mura per minare le loro fondamenta e farle quindi crollare. Tuttavia, invece di attuare questa tattica, perse tempo nell'attendere la risposta dell'imperatore a una sua richiesta di un premio consistente in caso di presa della città. Alla fine grazie alla tattica parte delle mura crollò ma nonostante tutto i Bizantini non riuscirono a conquistare la città. Nel frattempo l'esercito persiano sconfisse, nonostante la perdita di 1 000 uomini, in battaglia i 100 soldati bizantini che sorvegliavano le gole di montagna; quando Dagisteo lo seppe levò l'assedio a Petra e si incamminò in direzione del fiume Fasi; i soldati lasciarono i loro beni nell'accampamento, nel quale rimasero gli Tzani. Quando i Persiani lo seppero, attaccarono l'accampamento per impossessarsi dei beni contenuti in esso ma vennero sconfitti dagli Tzani che subito dopo ritornarono nella loro patria.
Nove giorni dopo la partenza di Dagisteo, i Persiani entrarono a Petra: in città trovarono 350 soldati della guarnigione e inadatti al combattimento e solo 150 integri; tutti gli altri erano periti. Mermeroes decise di ricostruire le mura ma non avendo la calce riempì di sabbia dei sacchetti di tela e li usò per edificare le mura collocandoli al posto delle pietre. Mermeroes lasciò 3 000 uomini a presidiare la fortezza e si diresse in Persarmenia. Nel frattempo Gubazes continuava a presidiare il passo concentrando tutte le sue speranze su esso: infatti i Persiani non potevano entrare in Lazica perché non potevano attraversare il fiume Fasi non disponendo di imbarcazioni. Nel frattempo Giustiniano strinse un'alleanza con i Sabiri e inviò un altro esercito in Lazica sotto il comando di Recitanco.
Nel frattempo Mermeroes inviò 5 000 soldati a saccheggiare la Lazica. Questo esercito venne però annientato da Dagisteo presso il fiume Fasi nel 549, grazie anche all'aiuto dei Lazi che attraversarono il fiume, sconfissero i 1 000 soldati persiani mandati in avanscoperta e successivamente assalirono l'accampamento persiano mentre l'esercito nemico stava ancora dormendo. I Persiani abbandonarono la Lazica mentre i Bizantini lasciarono un forte esercito a sorvegliare il valico per impedire ai Persiani di rifornire di provviste Petra.
La successiva offensiva persiana si rivelò un insuccesso; infatti il comandante Chorianes venne ucciso in una decisiva battaglia combattuta presso il fiume Hippis (l'odierno Tskhenistskali). Il nuovo comandante bizantino Bessa sedò una rivolta pro-persiana della tribù dei Abasgoi, prese Petra e sconfisse Mermeroes a Archaeopolis nel 551. Tuttavia, quest'ultimo riuscì a prendere la città di Kutatisi e la fortezza di Uchimerion. Nell'estate del 555, ottenne un'impressionante vittoria a Telephis e costrinse le forze bizantino-laziche a ritirarsi da Nesos.
Dopo la morte di Mermeroes, Nachoragan venne nominato capo dell'esercito persiano nel 555. Egli respinse una controffensiva bizantina a Onoguris e cacciò il nemico fuori da Archaeopolis, una città che Mermeroes aveva provato inutilmente a prendere per due volte. Queste sconfitte causarono incomprensioni tra i generali lazici e bizantini. Il re Gubaze litigò con i comandanti bizantini Bessa, Martino e Rustico, lamentandosi con l'imperatore Giustiniano. Bessas venne richiamato, ma Rustico e suo fratello Giovanni alla fine assassinarono Gubazes. Il popolo lazico elesse come suo nuovo re Tzath, fratello minore di Gubazes, e il senatore Atanasio indagò sull'assassinio. Rustico e Giovanni vennero arrestati, processati e giustiziati. Nel 556, gli alleati ripresero Archaeopolis e sconfissero il generale persiano Nachoragan a Phasis. Nell'autunno e inverno dello stesso anno, i Bizantini sedarono una rivolta della tribù dei Misimiani e riuscirono finalmente a espellere i Persiani dal paese.
Nel 557 finirono le ostilità tra Bizantini e Sasanidi. Nel 562 Giustiniano, intenzionato a stringere una pace con l'Impero sasanide, inviò il magister officiorum Pietro in Persia. Incontratosi con l'ambasciatore persiano Iesdegunasph, negoziò con lui la pace e trovarono l'accordo su queste condizioni (cfr. Menandro Protettore, frammento 11):
- I Persiani avrebbero ceduto la Lazica all'Impero romano d'Oriente;
- In cambio l'Impero romano d'Oriente pagava alla Persia un tributo annuale di 30 000 monete d'oro; avrebbero pagato anticipatamente e immediatamente 210 000 monete d'oro (il tributo per i primi sette anni) e allo scadere dei sette anni avrebbero pagato altri 90 000 denari (il tributo per i successivi tre anni); dopo i primi dieci anni il tributo sarebbe diventato annuale.
- la pace valeva per tutti i territori contesi tra le due potenze e durava 50 anni.

In un secondo convegno i due imperi discussero la questione della Suania, territorio un tempo sotto l'influenza bizantina ma passato ai Persiani con l'inganno; tuttavia non si raggiunse un accordo su questo punto perché i Persiani erano contrari alla cessione del territorio. Si decise di rimandare la questione al re di Persia. L'ambasciatore persiano pretese che l'Imperatore d'Oriente pagasse una certa somma al re dei Lakhmidi; l'ambasciatore bizantino non era d'accordo. Discusso di questo e di altre questioni, venne firmata dai due imperi una pace di 50 anni.